# The Burglar's Slide for Life
The Burglar's Slide for Life è un cortometraggio muto del 1905 diretto da Edwin S. Porter.

## Trama
Da un appartamento esce un ladro che cerca una via di fuga calandosi dallo stendibiancheria. Ma il cane di casa riuscirà ad agguantarlo.

## Produzione
Il film fu prodotto dalla Edison Manufacturing Company.

## Distribuzione
Distribuito dalla Edison Manufacturing Company, il film - un cortometraggio di circa ottanta metri - uscì nelle sale cinematografiche USA nel luglio 1905.
Copie della pellicola sono conservate negli archivi della Library of Congress, e in quelli dell'UCLA Film and Television.